# 중원중학교 (충북)
중원중학교(中原中學校)는 대한민국 충청북도 충주시 동량면 대전리에 있는 공립 중학교이다.

## 학교 연혁
- 1970년 1월 10일 : 중원중학교 설립 인가(6학급)
- 1971년 3월 10일 : 중원중학교 개교
- 1976년 8월 20일 : 후관교사 증축
- 2014년 12월 31일 : 방과후학교 Best School(교육감)
- 2016년 3월 1일 : 자유학기제 교육부요청 도지정 정책 연구학교 운영
- 2024년 1월 8일 : 제51회 졸업식(34명 졸업) 총 졸업생수 9,257명
- 2024년 3월 4일 : 38명 입학(남 17명, 여 21명)
- 2024년 9월 1일 : 제27대 유혜순 교장 부임

## 참고 자료
- 중원중학교 - 한국교육학술정보원 학교알리미